# Richard Lower
Richard Rowland Lower (15 de agosto de 1929 – 17 de maio de 2008) foi um cirurgião norte-americano pioneiro no campo do transplante de coração. Lower e Norman Shumway desenvolveram muitas das técnicas necessárias para realizar com êxito um transplante cardíaco, incluindo o recurso a hipotermia e a técnica ortotópica, que viriam a tornar-se a técnica padrão para os transplantes. Foi também pioneiro no uso de ciclosporina para prevenir a rejeição de transplante.